# St. Peter (Gelnhausen)

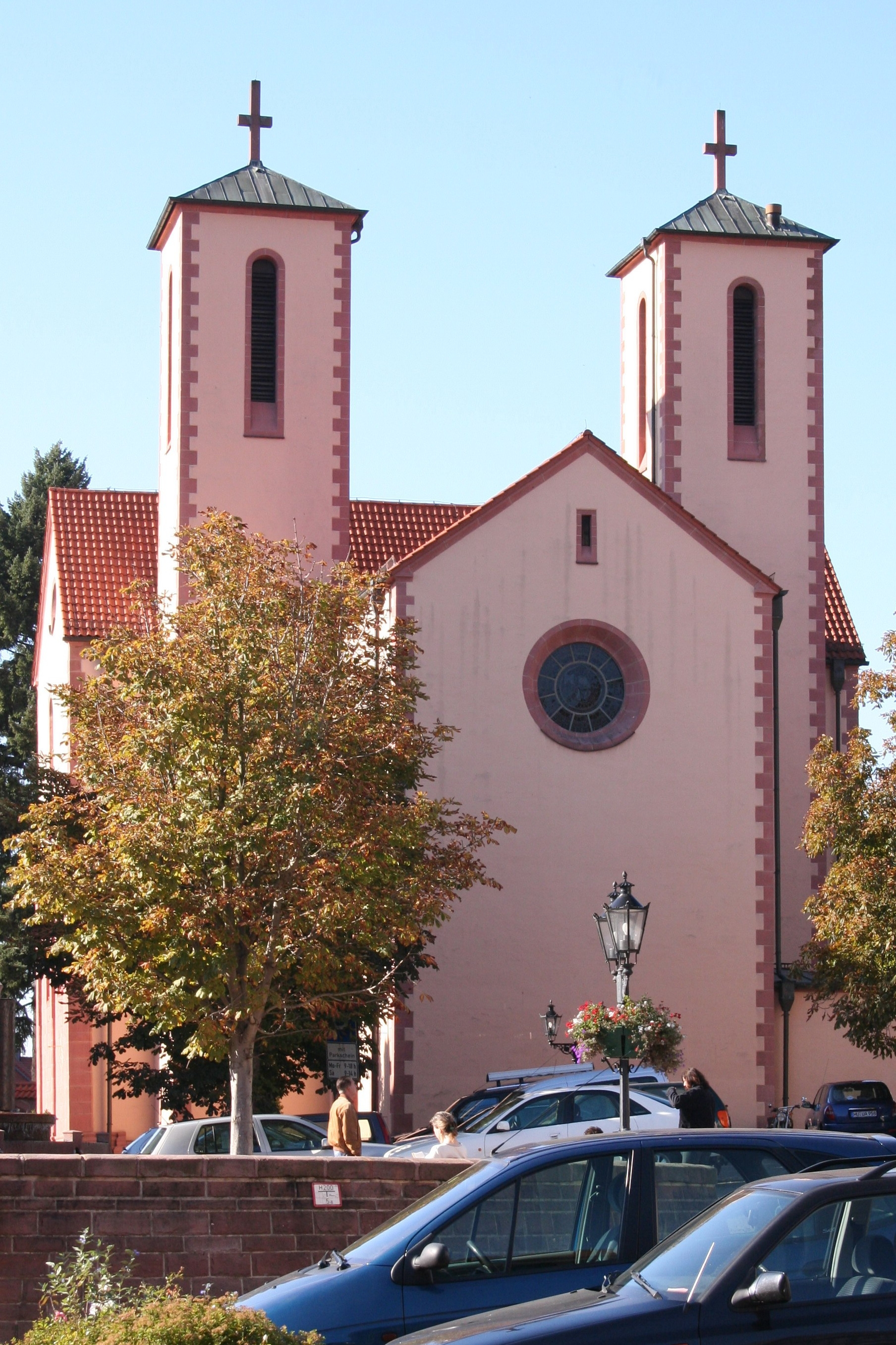
Ansicht von Osten

Die Kirche St. Peter, im Volksmund meist Peterskirche genannt, ist eine römisch-katholische Kirche in der Innenstadt von Gelnhausen. Sie gehört seit 2021 zur Pfarrei St. Raphael im Raum Gelnhausen (Bistum Fulda).

## Planung
Die Kirche wurde um 1200 in romanischem Stil als Pfarrkirche in direkter Sichtverbindung zur Marienkirche errichtet und 1229 erstmals erwähnt. Ursprünglich war eine dreischiffige Basilika geplant, mit kreuzförmigem Grundriss, Apsiden auch in den Seitenschiffen und runden Türmen beidseits des Hauptchores. Aus dem vorhandenen Bestand kann außerdem geschlossen werden, dass eine Einwölbung beabsichtigt war.

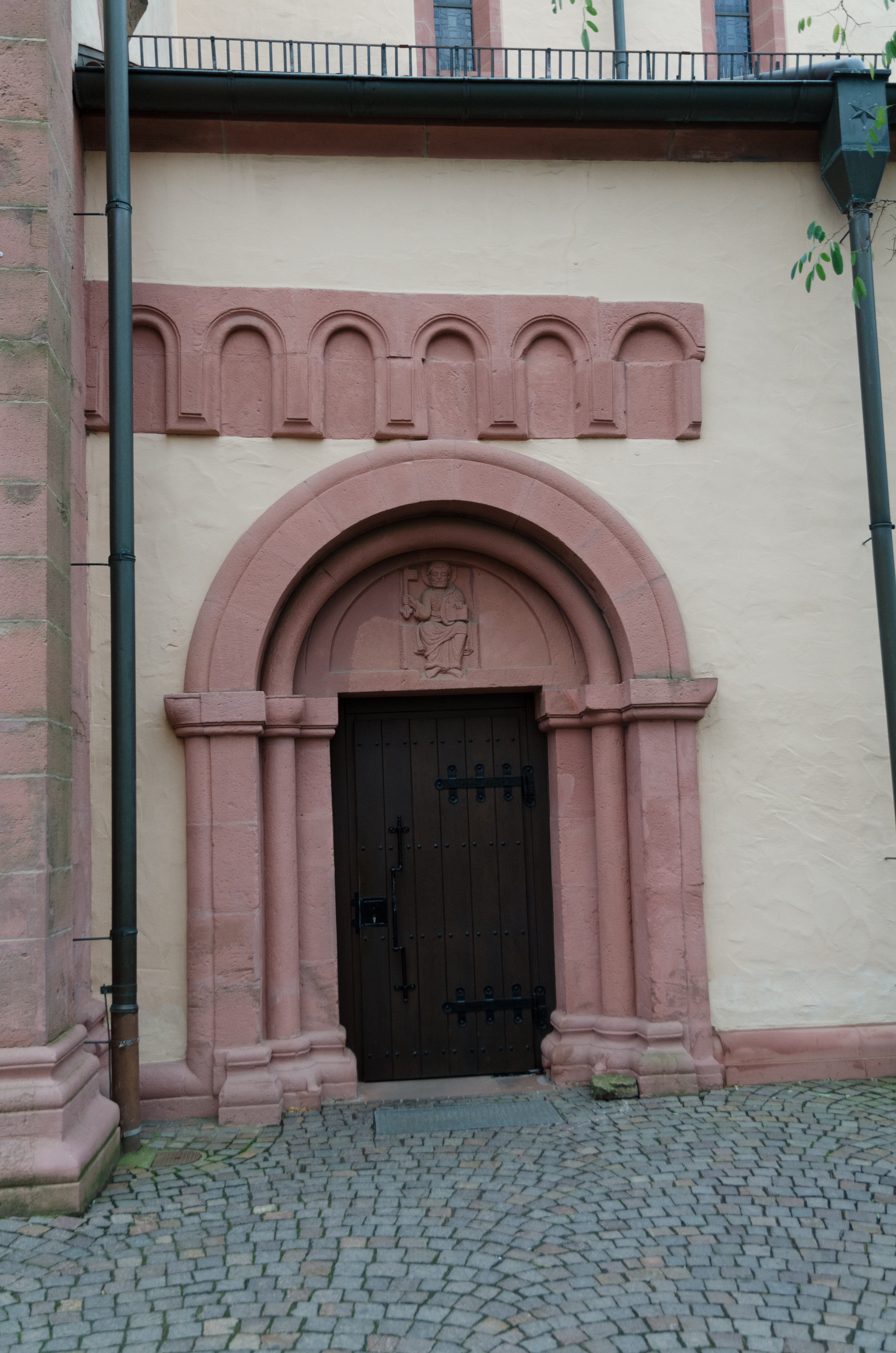
Historisches Eingangsportal am Obermarkt

Erhalten sind aus dieser frühen Zeit heute nur Teile der unteren Hälfte der Außenwände. Dazu zählen allerdings auch die bemerkenswerten Portale, die stark an die Steinmetzarbeiten in der Pfalz Gelnhausen erinnern. Besonders bemerkenswert ist das Petrus-Tympanon über dem Nordportal.

## Baustopp
Das Kloster Langenselbold, Patronatsherr der Marienkirche, erreichte einen Baustopp für die Peterskirche, so dass deren Bau zunächst 1238 abgebrochen werden musste. Zu diesem Zeitpunkt stand ein Teil des Querschiffes, etwa zwei Drittel des Langhauses und der Südostturm.
Erst Ende des 13. Jahrhunderts wurde weiter gebaut und das Bauwerk provisorisch beendet. Der Nordostturm wird noch errichtet, aber der Chorbogen zugemauert und das Langhaus mit einfachen Rundpfeilern und einer flachen Decke versehen – ohne Rücksicht auf die bereits ausgeführten Teile. Das Westfenster aus dem 15. Jahrhundert dürfte den Abschluss dieser Arbeiten gebildet haben.

## Säkularisation
Über die Nutzung des mittlerweile dem Kloster Selbold gehörenden Kirchenbaus im Mittelalter ist wenig bekannt, wahrscheinlich diente er im Wesentlichen als untergeordnete Kapelle. Nach der Reformation gelangte die Peterskirche 1543 gemeinsam mit der Marienkirche in städtischen Besitz. Da die Marienkirche als evangelische Pfarrkirche für das relativ kleine Gelnhausen völlig ausreichte und keine katholische Gemeinde mehr bestand, wurde die Peterskirche profaniert und verfiel in der Folgezeit teilweise. Im 18. Jahrhundert wurde sie als Magazin genutzt, während Kriegen auch als Lazarett. 1830 wurde der Bau an einen Privatmann versteigert und eine Tabakfabrik zog ein. 1832 wurden die Osttürme mit den Nebenapsiden abgerissen.

## Wiederherstellung als Sakralbau
1920 kaufte die römisch-katholische Gemeinde das Gebäude und ließ es 1932–1938 wieder als Kirche herrichten. In diesem Zusammenhang entstand auch die Dissertation von Karl Nothnagel über die Kirche. Der Wiederaufbau erfolgte in vereinfachten Formen als dreischiffige Basilika: Nach Osten wurde ein rechteckiger Chor mit zwei hohen Flankentürmen auf rechteckigem Grundriss errichtet und auch eine neue Krypta eingebaut. Auch der Obergaden ist modern. So ist der Eindruck des Innenraums mehr dem 20. Jahrhundert zu verdanken als der Romanik. 1982/83 wurde das Innere neu gestaltet, unter anderem mit einem Altar und einem Ambo von Hubert Elsässer. Die Buntglasfenster stammen aus den 1960er Jahren und wurden von Agnes Mann gestaltet.
Die Peterskirche ist ein Kulturdenkmal nach dem Hessischen Denkmalschutzgesetz.

## Orgel
Die Orgel wurde 1986 von dem Orgelbauer Bernhard Schmidt (Gelnhausen) errichtet. Das Instrument hat 24 Register (Schleifladen) auf 2 Manualen und Pedal. Die Spieltrakturen sind mechanisch, die Registertrakturen elektrisch.
| I Hauptwerk C–g3 |            |       |
| 1.               | Pommer     | 16′   |
| 2.               | Prinzipal  | 8′    |
| 3.               | Holzflöte  | 8′    |
| 4.               | Oktave     | 4′    |
| 5.               | Blockflöte | 4′    |
| 6.               | Waldflöte  | 2′    |
| 7.               | Quintflöte | 1 ⁄3′ |
| 8.               | Mixtur IV  | 2′    |
| 9.               | Trompete   | 8′    |

| II Rückpositiv (schwellbar) C–g3 |             |        |
| 10.                              | Holzgedackt | 8′     |
| 11.                              | Engl. Gamba | 8′     |
| 12.                              | Prinzipal   | 4′     |
| 13.                              | Rohrflöte   | 4′     |
| 14.                              | Nasard      | 2 ⁄3′  |
| 15.                              | Terzflöte   | 1 3⁄5′ |
| 16.                              | Scharff IV  | 1′     |
| 17.                              | Dulcian     | 8′     |

| Pedal C–f1 |                  |       |
| 18.        | Prinzipalbass    | 16′   |
| 19.        | Subbass          | 16′   |
| 20.        | Offenbass        | 8′    |
| 21.        | Dolcan           | 4′    |
| 22.        | Rauschpfeife III | 2 ⁄3′ |
| 23.        | Posaune          | 16′   |
| 24.        | Trompete         | 8′    |

- Koppeln: II/I, I/P, II/P